# Prüfungen des Mose
Die Prüfungen des Mose (italienisch: Prove di Mosè) – manchmal auch Die Begebenheiten aus dem Leben des Mose genannt – ist ein Fresko an der südlichen Längswand der Sixtinischen Kapelle im Vatikan. Schöpfer dieses in den Jahren 1481 und 1482 entstandenen Werks der Renaissance ist Sandro Botticelli (mit seiner Werkstatt).

## Geschichte
Im Rahmen der Aussöhnung mit Lorenzo de’ Medici nach der Pazzi-Verschwörung beauftragte Papst Sixtus IV. Sandro Botticelli 1481 mit der Ausmalung von Wänden in der Sixtinischen Kapelle.  Im Frühjahr 1481 begann Botticelli damit. Von den heute noch erhaltenen 12 Wandfresken stammen 3 von Botticelli. Neben den 'Prüfungen des Mose' sind dies:
- Die Versuchungen Jesu (Italienisch: Prove di Cristo)
- Bestrafung von Korach, Datan und Abiram (Punizione dei Ribelli)

Nach dem Tode seines Vaters kehrte Botticelli 1482 nach Florenz zurück. Weitere Werke in der Sixtinischen Kapelle konnte er deshalb nicht mehr ausführen.

## Lage in der Sixtinischen Kapelle
Die Nordwand ist Fresken aus dem Leben Jesu gewidmet; die Malereien auf der Südwand beziehen sich auf Mose. Prove di Mose und Prove di Cristo liegen einander gegenüber und sind typologisch aufeinander bezogen.
Gemeinsame Konventionen für die Wandmaler sorgten für eine Homogenität der Fresken.

## Beschreibung
Das Gemälde Prüfungen des Mose vereinigt mehrere Szenen aus Moses Leben in einer Landschaft. Derartige Anordnungen sind in der Renaissance weit verbreitet. Sie entsprechen auch der Kunsttheorie Leon Battista Albertis, nach der Gemälde eine Geschichte erzählen sollten.
In der Mitte befindet sich ein Baum mit einem Flaschenzug über einem Brunnen. Das Wappen der Familie von Papst Sixtus IV. enthält eine Eiche. Man könnte den Baum im Fresko als einen Hinweis darauf verstehen, dass der Brunnen unter dem Schutz des Papstes steht. Am rechten Rand des Bildes sieht man einen antiken Tempel.
Mose ist in allen Szenen an einem gelben Gewand und einem grünen Umhang erkennbar. Die Szenen zeigen im Einzelnen:
- Am rechten Rand: Mose tötet unten mit dem Schwert einen Ägypter, der einen Hebräer verletzt hatte. Eine Frau bringt den Verletzten in Sicherheit. Mose flieht oben vor dem Pharao in das Land Midian.
- Rechts vom Brunnen und davor: In Midian wollen die Töchter des Priesters Jitro (auch Jethro oder Reguel genannt) Schafe und Ziegen tränken. Als Hirten sie vertreiben wollen, schützt Mose die Töchter, darunter seine spätere Frau Zippora (auch Sephora genannt). Er tränkt die Tiere am Brunnen. Zippora ist die uns zugewandte Frau mit dem Stock in der Hand. Sie hat eine ähnliche Körperhaltung wie Mose, was als Ausdruck ihrer Verbundenheit gesehen werden kann[3]. Der Baum zwischen Zippora und Mose ist der kräftigste und ausladendste des Bildes, eventuell ein Hinweis auf die Fruchtbarkeit ihrer künftigen Beziehung[4].
- Links oben: Mose befindet sich mit den Schafen und Ziegen in der Wüste. Er hört den Ruf Jahwes und zieht daraufhin seine Schuhe aus. Er kniet barfuß vor Gott und erhält die göttliche Offenbarung aus dem brennenden Busch.
- Links unten: Moses führt daraufhin das Volk Israel aus Ägypten in das verheißene Land. Deutlich erkennbar (durch Vergleich mit der Szene vor dem Brunnen) ist seine Frau Zippora, die einen Topf auf dem Kopf trägt.

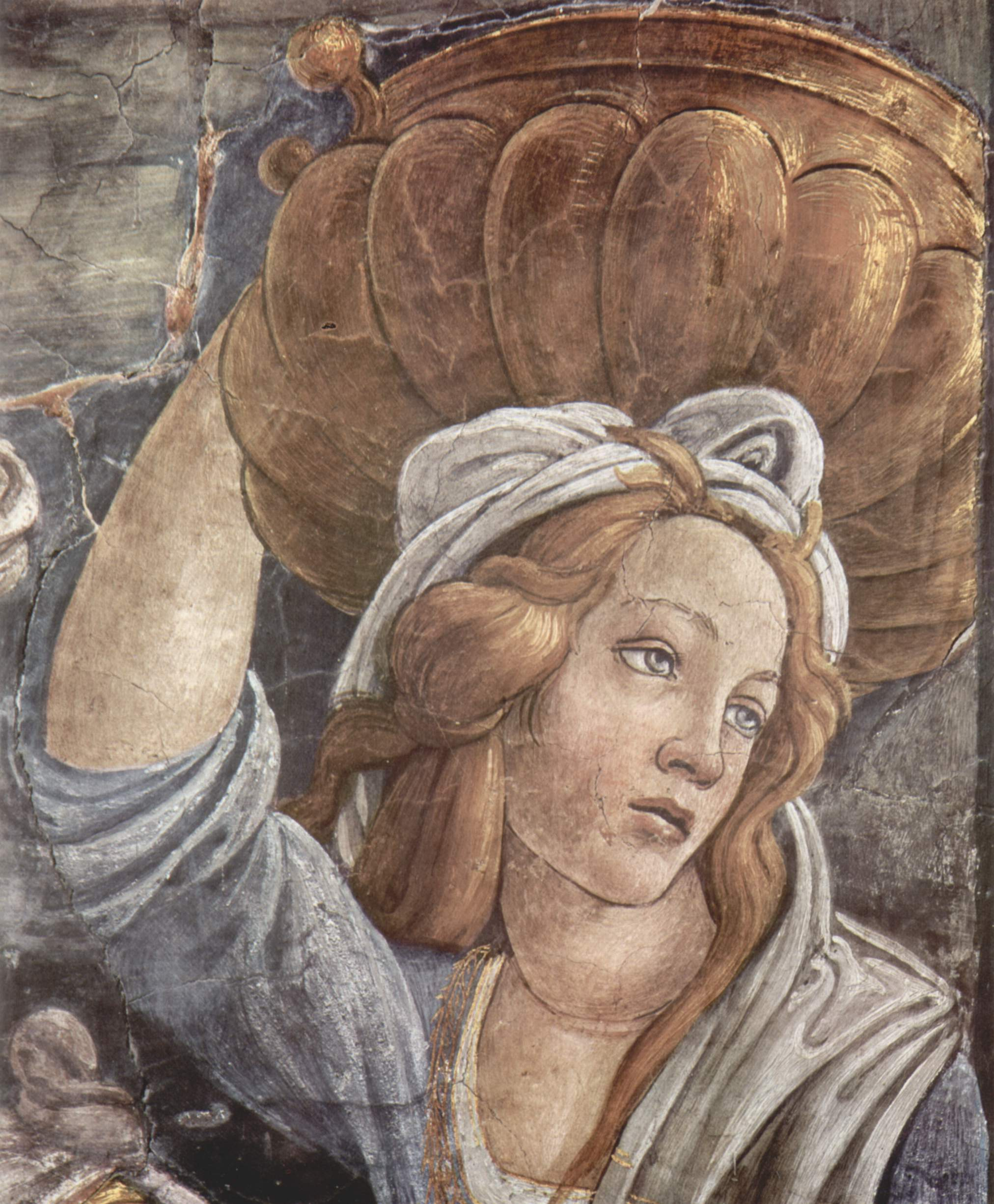
Detail: Zippora, Moses Ehefrau

## Referenz in der Literatur
Im 1. Band des 7-teiligen Romans Auf der Suche nach der verlorenen Zeit (Mittelteil: Eine Liebe Swanns) von Marcel Proust wird sich Swann seiner Liebe zu Odette de Crécy bewusst, als ihm ihre Ähnlichkeit mit Zippora aus dem Fresko Botticellis auffällt.